# Campeonato de Primera D 1992-93
El Campeonato de Primera D 1992-93 fue la cuadragésima tercera edición del torneo. Se disputó desde el 25 de julio de 1992 hasta el 19 de junio de 1993.
Los nuevos participantes fueron: Sportivo Barracas y Muñiz, que volvieron de la desafiliación, mientras que no hubo descendidos de la Primera C ya que los mismos fueron suspendidos para mantener el número de participantes de dicha categoría en 18.
El campeón fue Villa San Carlos, que había igualado en puntos con Acassuso y lo venció en el partido desempate. De esta manera, obtuvo el ascenso a la Primera C. Asimismo, el ganador del Torneo reducido fue Liniers, que consiguió el segundo ascenso.
Por último, el torneo determinó la desafiliación por una temporada de Sportivo Barracas, último en la tabla de promedios, y Atlas que finalizó igualado con General Lamadrid en la penúltima posición y perdió el desempate para mantener la categoría.

## Ascensos y descensos
| Promedio | Desafiliados de la Primera D 1991-92 |
| -------- | ------------------------------------ |
| 19.º     | Fénix                                |
| 20.º     | Ferrocarril Urquiza                  |

| Reafiliados       |
| ----------------- |
| Sportivo Barracas |
| Muñiz             |

| Posición  | Ascendidos a la Primera C 1992-93 |
| --------- | --------------------------------- |
| Campeón   | Deportivo Paraguayo               |
| Gan. red. | Barracas Central                  |
| 2.º       | Juventud Unida                    |
| 3.º       | Defensores Unidos                 |

| Descendidos de la Primera C 1991-92 |
| ----------------------------------- |
| No hubo                             |

- De esta manera el número de participantes se redujo a 16 equipos.

## Equipos
| Equipo                | Ciudad            | Estadio                        | Capacidad |
| --------------------- | ----------------- | ------------------------------ | --------- |
| Acassuso              | Boulogne          | La Quema                       | 800       |
| Atlas                 | General Rodríguez | Ricardo Puga                   | 2500      |
| Cañuelas              | Cañuelas          | Jorge Alfredo Arín             | 1500      |
| Central Ballester     | José León Suárez  | Central Ballester              | 500       |
| Centro Español        | Haedo             | Monumental de Villa Lynch      | 1000      |
| Deportivo Riestra     | Buenos Aires      | Roberto Larrosa Guillermo Laza | 4000 3000 |
| General Lamadrid      | Buenos Aires      | Enrique Sexto                  | 3500      |
| Justo José de Urquiza | Loma Hermosa      | Monumental de Villa Lynch      | 1000      |
| Liniers               | San Justo         | Juan Antonio Arias             | 1500      |
| Muñiz                 | Muñiz             | No posee                       | -         |
| Puerto Nuevo          | Campana           | Municipal de Campana           | 500       |
| Sacachispas           | Buenos Aires      | Roberto Larrosa                | 4000      |
| San Martín            | Burzaco           | Francisco Boga                 | 5000      |
| Sportivo Barracas     | Buenos Aires      | Delfín Edmundo Benítez         | 500       |
| Villa San Carlos      | Berisso           | Genacio Sálice                 | 4000      |
| Yupanqui              | Buenos Aires      | Delfín Edmundo Benítez         | 500       |

| 1. 2. 3. 4. 5. |

### Distribución geográfica de los equipos
| Región                                   | Cant. | Equipos                                                                                             |
| ---------------------------------------- | ----- | --------------------------------------------------------------------------------------------------- |
| Conurbano bonaerense                     | 7     | Acassuso, Central Ballester, Centro Español, Justo José de Urquiza, Liniers, Muñiz y San Martín (B) |
| Ciudad de Buenos Aires                   | 5     | Deportivo Riestra, General Lamadrid, Sacachispas, Sportivo Barracas y Yupanqui                      |
| Interior de la provincia de Buenos Aires | 3     | Atlas, Cañuelas y Puerto Nuevo                                                                      |
| Gran La Plata                            | 1     | Villa San Carlos                                                                                    |

## Formato

### Competición
Se disputó un torneo por el sistema de todos contra todos a dos ruedas, que tuvo un total de 30 fechas.

### Ascensos
El campeón ascendió directamente a la Primera C. Los equipos ubicados del segundo al noveno puesto participaron del Torneo reducido, cuyo ganador obtuvo el segundo ascenso.

### Descensos
Al final de la temporada, los dos equipos con peor promedio fueron suspendidos en su afiliación por un año.

## Tabla de posiciones final
| Pos. | Equipo            | Pts. | PJ | PG | PE | PP | GF | GC | Dif. |
| ---- | ----------------- | ---- | -- | -- | -- | -- | -- | -- | ---- |
| 1.º  | Villa San Carlos  | 42   | 30 | 15 | 12 | 3  | 38 | 14 | 24   |
| 1.º  | Acassuso          | 42   | 30 | 18 | 6  | 6  | 53 | 28 | 25   |
| 3.º  | Central Ballester | 39   | 30 | 16 | 7  | 7  | 56 | 32 | 24   |
| 4.º  | San Martín (B)    | 38   | 30 | 13 | 12 | 5  | 47 | 22 | 25   |
| 5.º  | Puerto Nuevo      | 34   | 30 | 13 | 8  | 9  | 47 | 35 | 12   |
| 6.º  | Deportivo Riestra | 34   | 30 | 14 | 6  | 10 | 39 | 30 | 9    |
| 7.º  | Muñiz             | 34   | 30 | 13 | 8  | 9  | 44 | 37 | 7    |
| 8.º  | Cañuelas          | 32   | 30 | 11 | 10 | 9  | 51 | 38 | 13   |
| 9.º  | Liniers           | 32   | 30 | 11 | 10 | 9  | 45 | 38 | 7    |
| 10.º | General Lamadrid  | 31   | 30 | 14 | 7  | 9  | 45 | 40 | 5    |
| 11.º | Yupanqui          | 28   | 30 | 12 | 4  | 14 | 47 | 50 | −3   |
| 12.º | Centro Español    | 25   | 30 | 8  | 9  | 13 | 39 | 45 | −6   |
| 13.º | J.J. de Urquiza   | 21   | 30 | 7  | 7  | 16 | 37 | 58 | −21  |
| 14.º | Sacachispas       | 16   | 30 | 6  | 4  | 20 | 32 | 72 | −40  |
| 15.º | Atlas             | 15   | 30 | 5  | 5  | 20 | 32 | 68 | −36  |
| 16.º | Sportivo Barracas | 13   | 30 | 4  | 5  | 21 | 33 | 78 | −45  |

|  | Jugaron un desempate para definir el campeón.           |
|  | Clasificados al Torneo reducido por el segundo ascenso. |

### Desempate por el campeonato
Al haber finalizado igualados, Acassuso y Villa San Carlos debieron jugar un desempate en cancha neutral para determinar al campeón. El partido se definió en tiempo suplementario, tras finalizar 1-1 en el tiempo reglamentario.
| Villa San Carlos | 2 - 1 | Acassuso | La Doble Visera | 10 de abril |

## Torneo reducido

### Cuadro de desarrollo
|  | Cuartos de final  | Cuartos de final | Cuartos de final | Cuartos de final |   |                       | Semifinales     | Semifinales     | Semifinales     | Semifinales     |  |                | Final           | Final           | Final           | Final           |  |
|  | 17 y 24 de abril  | 17 y 24 de abril | 17 y 24 de abril | 17 y 24 de abril |   |                       | 8 al 22 de mayo | 8 al 22 de mayo | 8 al 22 de mayo | 8 al 22 de mayo |  |                | 6 y 19 de junio | 6 y 19 de junio | 6 y 19 de junio | 6 y 19 de junio |  |
|  |                   |                  |                  |                  |   |                       |                 |                 |                 |                 |  |                |                 |                 |                 |                 |  |
|  |                   |                  |                  |                  |   |                       |                 |                 |                 |                 |  |                |                 |                 |                 |                 |  |
|  | San Martín (B)    | 2                | 2                | 4                |   |                       |                 |                 |                 |                 |  |                |                 |                 |                 |                 |  |
|  | San Martín (B)    | 2                | 2                | 4                |   |                       |                 |                 |                 |                 |  |                |                 |                 |                 |                 |  |
|  | Muñiz             | 1                | 0                | 1                |   |                       |                 |                 |                 |                 |  |                |                 |                 |                 |                 |  |
|  | Muñiz             | 1                | 0                | 1                |   | San Martín (B) (v.d.) | 1               | 1               | 2               |                 |  |                |                 |                 |                 |                 |  |
|  |                   |                  |                  |                  |   | San Martín (B) (v.d.) | 1               | 1               | 2               |                 |  |                |                 |                 |                 |                 |  |
|  |                   |                  | Cañuelas         | 1                | 1 | 2                     |                 |                 |                 |                 |  |                |                 |                 |                 |                 |  |
|  | Central Ballester | 1                | Cañuelas         | 1                | 1 | 2                     | 1               | 2               |                 |                 |  |                |                 |                 |                 |                 |  |
|  | Central Ballester | 1                |                  |                  |   |                       |                 |                 |                 |                 |  |                |                 |                 |                 |                 |  |
|  | Cañuelas          | 2                | 2                | 4                |   |                       |                 |                 |                 |                 |  |                |                 |                 |                 |                 |  |
|  | Cañuelas          | 2                | 2                | 4                |   |                       |                 |                 |                 |                 |  | San Martín (B) | 1               | 1               | 2               |                 |  |
|  |                   |                  |                  |                  |   |                       |                 |                 |                 |                 |  | San Martín (B) | 1               | 1               | 2               |                 |  |
|  |                   |                  | Liniers          | 1                | 3 | 4                     |                 |                 |                 |                 |  |                |                 |                 |                 |                 |  |
|  | Puerto Nuevo      | 0                | Liniers          | 1                | 3 | 4                     | 2               | 2               |                 |                 |  |                |                 |                 |                 |                 |  |
|  | Puerto Nuevo      | 0                |                  |                  |   |                       |                 |                 |                 |                 |  |                |                 |                 |                 |                 |  |
|  | Deportivo Riestra | 1                | 4                | 5                |   |                       |                 |                 |                 |                 |  |                |                 |                 |                 |                 |  |
|  | Deportivo Riestra | 1                | 4                | 5                |   | Deportivo Riestra     | 1               | 1               | 2               |                 |  |                |                 |                 |                 |                 |  |
|  |                   |                  |                  |                  |   | Deportivo Riestra     | 1               | 1               | 2               |                 |  |                |                 |                 |                 |                 |  |
|  |                   |                  | Liniers          | 2                | 2 | 4                     |                 |                 |                 |                 |  |                |                 |                 |                 |                 |  |
|  | Acassuso          | 1                | Liniers          | 2                | 2 | 4                     | 0               | 1               |                 |                 |  |                |                 |                 |                 |                 |  |
|  | Acassuso          | 1                |                  |                  |   |                       |                 |                 |                 |                 |  |                |                 |                 |                 |                 |  |
|  | Liniers           | 2                | 2                | 4                |   |                       |                 |                 |                 |                 |  |                |                 |                 |                 |                 |  |
|  | Liniers           | 2                | 2                | 4                |   |                       |                 |                 |                 |                 |  |                |                 |                 |                 |                 |  |
|  |                   |                  |                  |                  |   |                       |                 |                 |                 |                 |  |                |                 |                 |                 |                 |  |

- Nota: En cada llave, el equipo que ocupa la primera línea es el que definió la serie como local y tuvo ventaja deportiva.

## Tabla de descenso
| Pos  | Equipo            | 1990-91 | 1991-92 | 1992-93 | Total | PJ | Promedio |
| ---- | ----------------- | ------- | ------- | ------- | ----- | -- | -------- |
| 1.°  | Deportivo Riestra | -       | 47      | 34      | 81    | 68 | 1,191    |
| 2.°  | Puerto Nuevo      | 24      | 43      | 34      | 101   | 86 | 1,174    |
| 3.°  | Central Ballester | 18      | 43      | 39      | 100   | 86 | 1,163    |
| 4.°  | San Martín (B)    | 14      | 47      | 38      | 99    | 86 | 1,151    |
| 5.°  | Muñiz             | -       | -       | 34      | 34    | 30 | 1,133    |
| 6.°  | Villa San Carlos  | 13      | 39      | 42      | 94    | 86 | 1,093    |
| 7.°  | Acassuso          | 20      | 29      | 42      | 91    | 86 | 1,058    |
| 7.°  | Liniers           | -       | 40      | 32      | 72    | 68 | 1,058    |
| 9.°  | Centro Español    | 24      | 35      | 25      | 84    | 86 | 0,977    |
| 10.° | Cañuelas          | 20      | 31      | 32      | 83    | 86 | 0,965    |
| 11.° | Yupanqui          | 15      | 34      | 28      | 77    | 86 | 0,895    |
| 12.° | J.J. de Urquiza   | 20      | 27      | 21      | 68    | 86 | 0,791    |
| 12.° | Sacachispas       | 23      | 29      | 16      | 68    | 86 | 0,791    |
| 14.° | General Lamadrid  | 14      | 21      | 31      | 66    | 86 | 0,767    |
| 15.° | Atlas             | 15      | 36      | 15      | 66    | 86 | 0,767    |
| 16.° | Sportivo Barracas | -       | -       | 13      | 13    | 30 | 0,433    |

|  | Jugaron un desempate para definir el segundo descenso. |
|  | Desafiliado por una temporada.                         |

### Desempate por el descenso
Al haber finalizado igualados en el penúltimo lugar de la tabla de promedios, Atlas y General Lamadrid debieron jugar un desempate en cancha neutral para determinar el segundo desafiliado.
| Atlas | 1 - 5 | General Lamadrid | Malvinas Argentinas | 10 de abril |